# Маслов, Василий Иванович (Герой Советского Союза)
Василий Иванович Ма́слов (1924 — 8 октября 1944) — адъютант третьего танкового батальона 79-й танковой бригады (19-й танковый корпус, 6-я гвардейская армия, 1-й Прибалтийский фронт) лейтенант, Герой Советского Союза.

## Биография
Василий Иванович Маслов родился в 1924 году в деревне Анновка Зилаирского района Башкирской АССР.
Русский. Образование среднее. Член ВКП(б) с 1944 года. До войны работал в колхозе.
В августе 1942 года призван в Красную Армию Зилаирским РВК. В 1943 году Василий Иванович окончил танковое училище.
Участник Великой Отечественной войны с 1943 года. Адъютант 3-го танкового батальона 79-й танковой бригады (19-й танковый корпус, 6-я гвардейская армия, 1-й Прибалтийский фронт) лейтенант В. И. Маслов отличился в боях на территории Латвийской ССР.
8 октября 1944 года танк Маслова был подбит, сам он погиб. Похоронен в посёлке Вайнёде (Лиепайский район, Латвия).

## Подвиг
«Адъютант старший 3-го танкового батальона 79-й танковой бригады (19-й танковый корпус, 6-я гвардейская армия, 1-й Прибалтийский фронт) лейтенант Василий Маслов отличился в бою 8 октября 1944 года у железнодорожной станции „Элкуземе“ (Лиепайский район, Латвия).
Возглавляемая им разведка батальона отрезала путь отхода вражеской автоколонне и уничтожила два танка, штурмовое орудие, шестьдесят пять машин с боеприпасами, восемь бронетранспортёров и большое количество солдат и офицеров противника. Ворвавшись на территорию железнодорожной станции, батальонная разведка захватила эшелон с боеприпасами. Танк лейтенанта Маслова был подбит, а он сам — дважды ранен. Но отважный советский офицер сражался до последнего, и погиб в этом бою…».
Указом Президиума Верховного Совета СССР от 24 марта 1945 года за образцовое выполнение заданий командования и проявленные мужество и героизм в боях с немецко-фашистскими захватчиками лейтенанту Маслову Василию Ивановичу посмертно присвоено звание Героя Советского Союза.

## Награды
- Медаль «Золотая Звезда» Героя Советского Союза (24.03.1945)[3].
- Орден Ленина (24.03.1945).
- Орден Красного Знамени (03.10.1944)[4].
- Орден Отечественной войны I степени (22.12.1943)[5].
- Орден Красной Звезды (24.04.1944)[6].